# Nesticus beshkovi
Nesticus beshkovi là một loài nhện trong họ Nesticidae.
Loài này thuộc chi Nesticus. Nesticus beshkovi được miêu tả năm 1979 bởi Deltshev.